# Virtual Sexuality
Virtual Sexuality è un film del 1999 diretto da Nick Hurran. È una commedia fantascientifica che narra di una giovane ragazza che vuole progettare l'uomo perfetto in una realtà virtuale, ma poi capita un incidente e il ragazzo viene portato alla vita.
Il film è tratto dal romanzo Virtual Sexual Reality di Chloë Rayban del 1994, che fa parte della sua serie a quattro parti di romanzi. Il film è stato prodotto dal Noel Gay Motion Picture Company, che era inoltre responsabile di Trainspotting.

## Colonna sonora
Le canzoni presenti nel film:
- Toy - Moa
- Karma and The Blizzard - Imani Coppola
- Delicious - Kulay
- Come Here Boy - Imogen Heap
- Human Touch - Pocket Size
- Private Dancer - Mark Knopfler
- Piano Concerto No 21 - Wolfgang Amadeus Mozart
- Fly Away - Poe
- Someone Like You - Rod Williams
- Lady Marmalade - All Saints
- Live and Learn - The Gutter Brothers
- Come Baby Come - K7
- No No No (Part 1) - Destiny's Child
- Still Waiting - The Gutter Brothers
- Legend Of A Cowgirl - Imani Coppola
- Sunshine Superman - Donovan
- Would You - Touch & Go
- I Am A Tree - The Doors
- Something For Me - A. Whitmore
- This Life - Mandalay
- Show On A Hot Day - Bertine Zetlitz
- Flylife - Basement Jaxx